# Връбница (железопътна спирка)
Вижте пояснителната страница за други значения на Връбница.
Връбница е железопътна спирка в София.
Обслужва населението на район „Връбница“ и столичните квартали „Обеля“, „Люлин“,„Модерно предградие“ и „Надежда“. Тя се намира на двупътното междугарие София - Волуяк.

## Направления
Спирка Връбница осъществява директна връзка със следните направления:
- Банкя
- Драгоман
- Перник
- Централна гара София

## Движение на влакове
Съгласно Графика за движение на влаковете за 2014 година през спирка Връбница преминават следните пътнически влакове:

### Заминаващи за
- Банкя – 6 влака
- Драгоман – 5 влака
- гара Разменна – 2 влака
- Централна гара София – 14 влака

### Пристигащи от
- Банкя – 6 влака
- Драгоман – 5 влака
- гара Разменна – 3 влака
- Септември – 1 влак
- Централна гара София – 12 влака